# 홍콩 이공대학
홍콩 이공대학(The Hong Kong Polytechnic University, 중국어: 香港理工大學)는 1994년 설립된 홍콩 훙홈(紅磡)에 본부를 둔 홍콩의 공립 대학이다. 홍콩 정부에 의해 자금을 조성하며 학생 인구에 규모 대비 홍콩 3대 기관이다. 약 1,000명의 전임 교수진과 약 16,500명의 학생이 있으며, 93,000m²의 캠퍼스 면적을 자랑한다. 현재 학장은 탕웨이장이다.
홍콩 학생들에게 다양한 독특한 프로그램을 제공하고 매년 우수한 젊은이에게 최첨단 국제 기준의 교육을 제공하고 있다.

## 역사
1937년 최초의 정부 무역 학교로 설립되었으며, 홍콩에서 기술 교육을 제공하는 최초의 기관이다. 1994년 홍콩 입법위원회는 이전 홍콩 이공대에 공식 대학 지위를 부여하는 법안을 통과시켰다.

## 캠퍼스

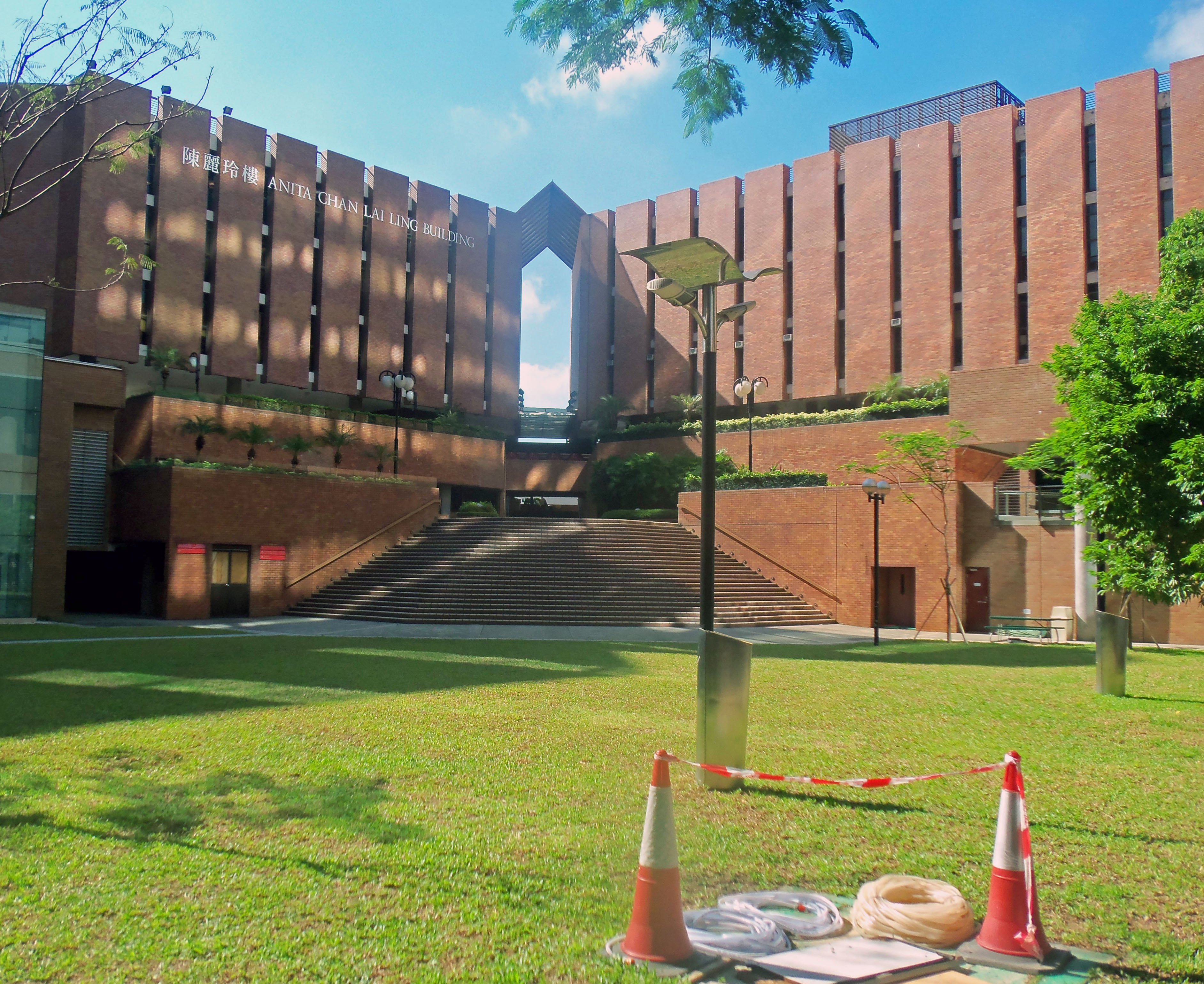
캠퍼스 잔디밭

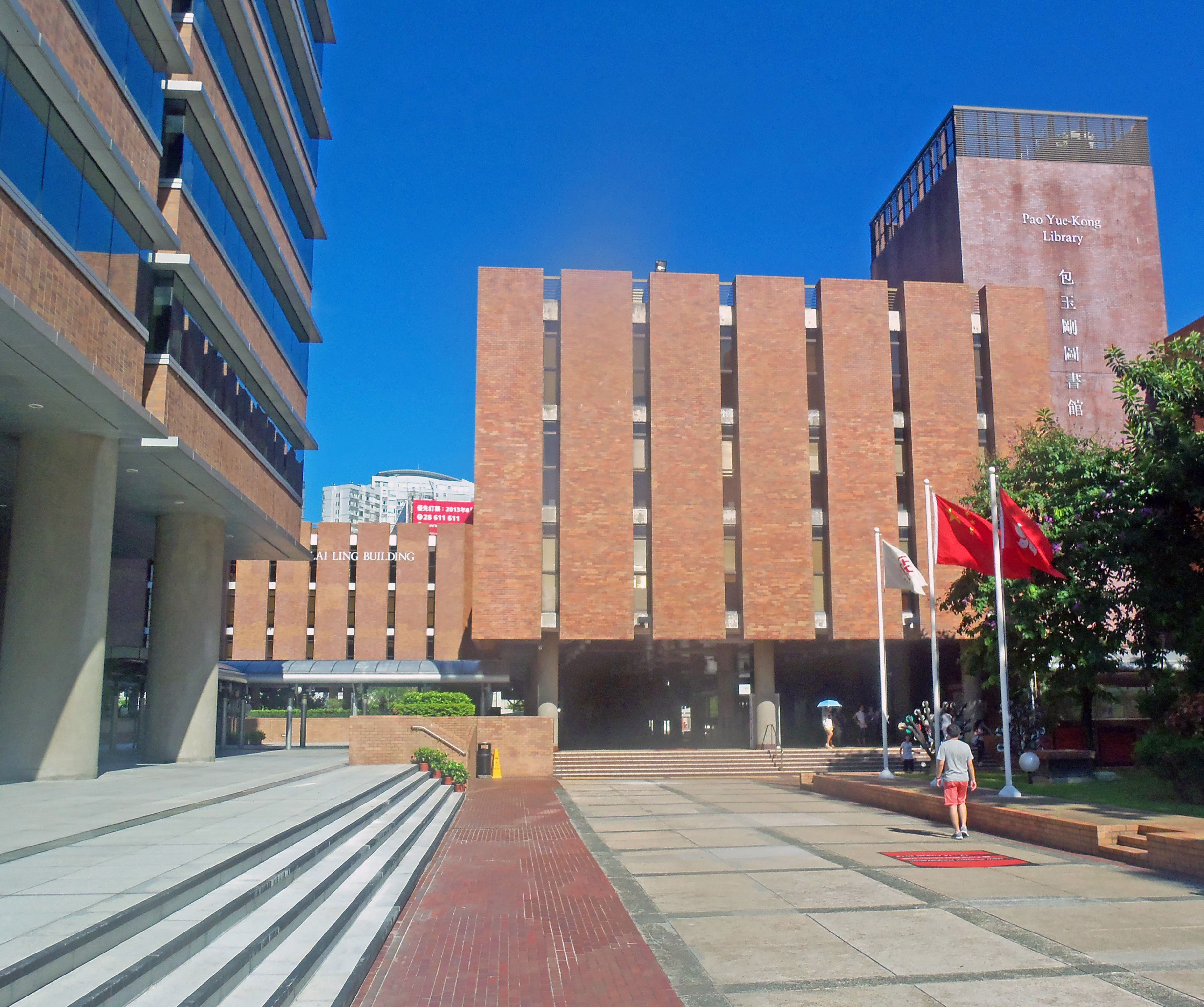
도서관

구룡의 홍함에 있는 홍콩이공대학의 메인 캠퍼스에는 붉은 벽돌 벽을 가진 20동 이상의 건물이 있으며, 그 대부분은 상호 연결되어 연단보다 1층 높아져 물류나 주차장 등 다목적으로 사용할 수 있는 지붕이 있는 야외 공간으로 되어 있다. 기부자의 이름을 따서 명명 된 건물 외에도 건물을 연결하는 원형 건축은 영어 알파벳으로 식별된다. 홍콩 이공 대학은 세계에서 가장 크고 가장 밀도가 높은 교육 캠퍼스 중 하나이다. 교실, 실험실 및 기타 학술 시설 외에도 대학에는 다목적 강당, 레크리에이션 시설, 케이터링 시설, 의료 시설, 서점 및 은행이 있다.

## 학부

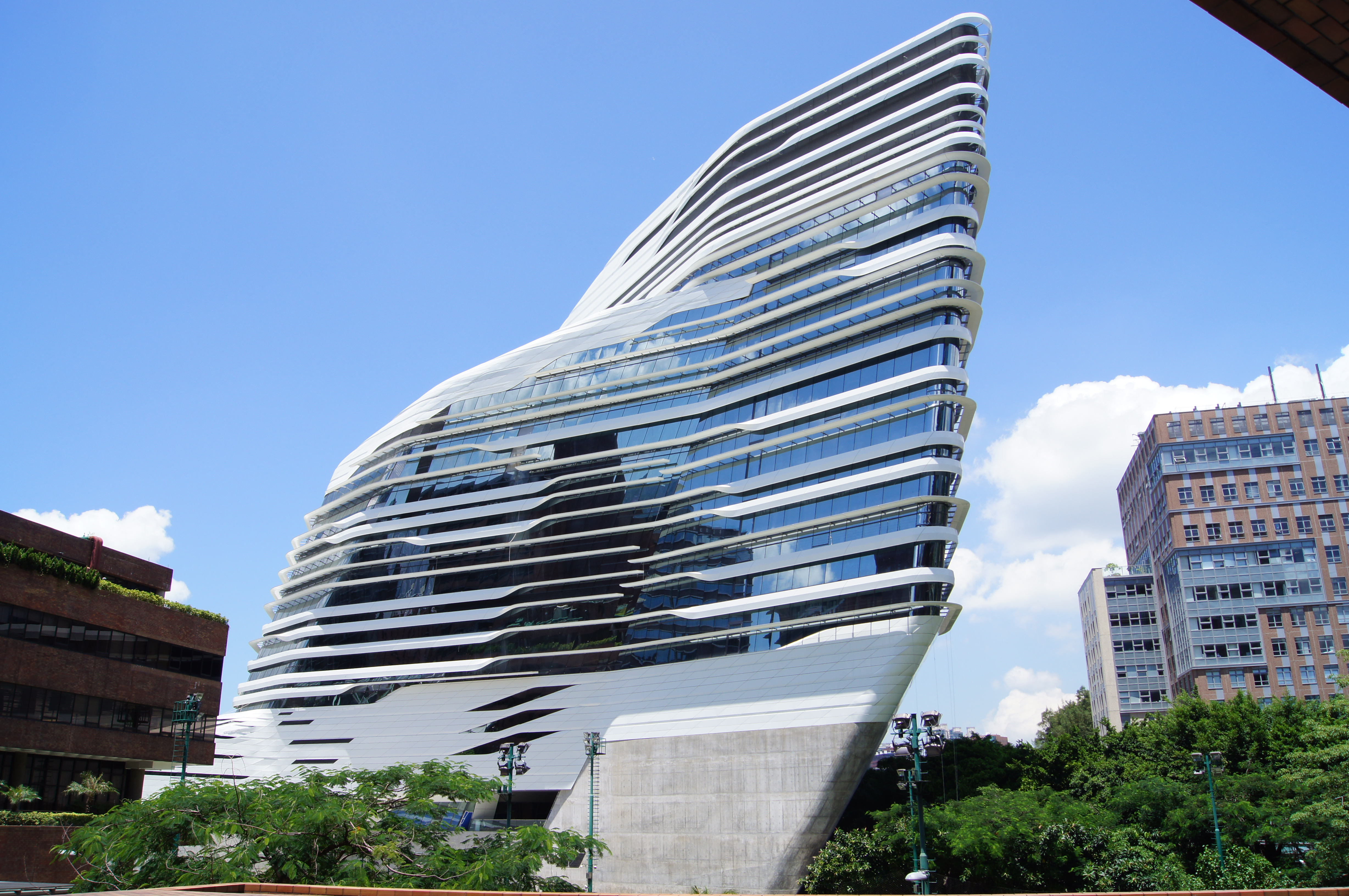
디자인 학원

- 응용 과학 방직 학원
  - 생물과 화학의 과학기술 학부
  - 응용수학 학부
  - 응용 물리 학부
  - 응용 방직 봉제 학부
- 상공업 관리 학원
  - 공상 관리 연구원
  - 회계 및 금융 학원
  - 물류 학부
  - 관리 및 시장 학부
- 국어학원
  - 중국어와 이중언어 학부 등
  - 영어학부
  - 중국어 교육학과
  - 영어 교육학과
  - 일반적인 교육학과
- 건설과 토지 행정 학원
  - 건물 및 부동산 학부
  - 주택 설비 공사 학부
  - 토목 공사 및 건축 공사 학부
  - 토지의 측량 및 지리 정보 학부
- 공학원
  - 전자계산 학부
  - 전기 공사 학부
  - 전자정보 공학과
  - 산업 및 시스템 공학과
  - 기계 공사 학부
- 의료와 사회 과학원
  - 사회 과학부
  - 의료 과학 기술과 정보 학부
  - 과학 치료 학부
  - 간호학, 안과
- 호텔 관광 관리 학원
- 디자인 학원

## 출신자
- 왕자웨이(왕가위) - 영화 감독
- 렁춘잉 - 홍콩의 제3대 행정장관
- 리창 - 중화인민공화국의 제8대 총리
- 양가휘 - 배우

## 랭킹
QS 세계 대학 랭킹 : 
- 2026년 세계 54위
- 2025년 아시아 17위

타임스 고등교육 세계 대학 랭킹 : 
- 2025년 세계 84위
- 2025년 아시아 18위

세계학과랭킹(QS) : 호텔경영학과 11위, 디자인학과 19위, 토목공학과 14위, 건축학과 14위, 경영학과 51위, 간호학과 31위, 언어학과 100위

## 같이 보기
- 홍콩